# Günthersleben-Wechmar
Günthersleben-Wechmar war eine Gemeinde im thüringischen Landkreis Gotha, die 1997 gegründet wurde. Sie wurde am 6. Juli 2018 aufgelöst und ist seit dem Teil der Gemeinde Drei Gleichen. Zur Gemeinde Günthersleben-Wechmar gehörten die Ortsteile Günthersleben und Wechmar.

## Geografie
Günthersleben und Wechmar liegen südöstlich von Gotha im fruchtbaren Urstromtal der Apfelstädt in einer Höhe von 278 bis 369 m ü. NN. Eine von der Gemeinde im Jahre 2001 veröffentlichte Chronik trägt deshalb auch den Titel Im Tal des wilden Wassers. Die durch den Fluss getrennten Teile der ehemaligen Gemeinde sind durch eine Brücke miteinander verbunden.
Günthersleben und Wechmar sind über die Autobahnabfahrt Gotha der Autobahn A 4 verkehrstechnisch angebunden. Durch ein in den 1990er Jahren entstandenes Gewerbegebiet sind die Ortsteile baulich zusammengewachsen.
Günthersleben-Wechmar grenzte an die Gemeinden Gotha, Drei Gleichen, Ohrdruf, Hohenkirchen und Schwabhausen. Im Gemeindegebiet lebten 2999 Einwohner (Stand: 31. Dezember 2016) auf 26,82 km².

## Geschichte
Frühzeitig herrschte reges Leben in der Talmulde zwischen dem etwa 320 m hohen Weinberg (im Nordwesten des Ortes), dem bis zu 409,2 m hohen Seeberg im Nordosten, dem 383 m hohen Röhnberg (im Südosten) und dem 460 m hohen Hainberg im Süden, was durch die vielen ur- und frühgeschichtlichen Funde bewiesen ist. Bald kristallisierten sich die Hänge der umliegenden Berge und die einzelnen Anhöhen als Siedlungsschwerpunkte heraus. Im Jahr 1973 wurde an der Heiligen Lehne (Südzipfel des Seebergs) eine Siedlung aus dem Jahre 4000 v. Chr. entdeckt, und auch am Röhnberg finden sich Spuren einer frühen Siedlung. Die älteste nachweisbare Siedlung war im Flurstück „Tiefenbach“ (Quellgebiet im Nordosten von Günthersleben), wo bereits vor mehr als 5000 Jahren Menschen wohnten. Der 1937 im „Altfeld“ zwischen Wechmar und Wandersleben geborgene frühgeschichtliche Gräberfriedhof zeugt von Wanderungen oder Siedlungsplätzen der Hermunduren und Burgunder.
In der Zeit des Königreichs Thüringen um 500 n. Chr. war die Region begünstigt von der hier vorbeiführenden Handelsstraße, genannt „Die Hohe Straße“, die von Erfurt kommend durch die Furt der Apfelstädt nach Süddeutschland führte. Diese Handelsstraße unterstand dem besonderen Schutz der Landesherren und wurde durch Burgen gesichert. Eine dieser Schutzburgen stand in Wechmar. Sie war ursprünglich als Turmhügelburg gebaut und stand im Bereich des späteren Gutshofes im Osten des Ortes. Herren von Wechmar, aus deren Geschlecht im 20. Jahrhundert mit Rüdiger Freiherr von Wechmar einer der bekanntesten deutschen Diplomaten hervorging, werden seit 1140 urkundlich genannt. Sie waren Ministerialen der Grafen von Käfernburg und dann der Grafen von Gleichen. Später verbündeten sie sich mit der Stadt Erfurt. Als die Grafen von Wechmar nach Südthüringen gewechselt hatten, wechselten die Besitzverhältnisse auf der Burg ständig. Wenige Wall- und Grabenreste zeugen von der ursprünglichen Befestigung.
Die erste urkundliche Erwähnung beider Ortschaften findet sich im Breviarium Lulli, einem Güterverzeichnis des Klosters Hersfeld aus dem Jahre 786 als villam wehemare und gonresleibin. In einer Schenkungsurkunde vom 18. Mai 874 wird Gonrichisleba nebst anderen 116 Orten in Thüringen als dem Stift Fulda zehntpflichtig erwähnt. Erzbischof Liubert zu Mainz als auch der Abt Sigehard zu Fulda machten das Recht der Zehnterhebung für sich geltend. Den Streit darüber entschied König Ludwig der Deutsche (840–876) am Hofe zu Ingelheim zu Gunsten der Abtei Fulda.
Der in der Urkunde von 786 erwähnte Wechmarer Königshof bot am 2. Juni 975 Aufnahme für einen Hoftag von Kaiser Otto II. Am 7. Februar 1086 weilte Kaiser Heinrich IV. zu einem Gerichtstag in Wechmars Königshof.
Während des Zweiten Weltkrieges mussten zahlreiche Männer und Frauen Zwangsarbeit leisten: eine Familie mit fünf Kindern auf dem Gut der Familie von Swaine in Günthersleben und 70 Kriegsgefangene aus Polen in Wechmar auf dem Rittergut Willy Hesse. In der Thüringer Maschinenfabrik an der Gothaer Straße mussten Frauen und Männer aus der Ukraine, Russland und Polen sowie Militärinternierte aus Italien arbeiten. Ein polnischer Zwangsarbeiter wurde öffentlich erhängt, an ihn erinnert ein 2002 errichteter Gedenkstein.
Die Einheitsgemeinde Günthersleben-Wechmar entstand am 31. Dezember 1997 durch den freiwilligen Zusammenschluss der bis dahin selbstständigen Gemeinden Günthersleben und Wechmar. Für den Nachbarort Schwabhausen war Günthersleben-Wechmar erfüllende Gemeinde. Am 6. Juli 2018 schlossen sich die Einheitsgemeinden Günthersleben-Wechmar und Drei Gleichen zur Landgemeinde Drei Gleichen zusammen. Dort sind Wechmar und Güntersleben eigenständige Ortsteile, die zusammengefasst eine gemeinsame Ortschaftsverfassung gemäß § 45a Thüringer Kommunalordnung haben. Die zusammengefasste Ortschaft mit Ortschaftsverfassung trägt die Bezeichnung Günthersleben-Wechmar.

## Politik
Bürgermeister der Einheitsgemeinde Günthersleben-Wechmar war seit 2006 Frank Ritter (parteilos).
Über 15 Jahre hatte die Wählergemeinschaft SPD / Offene Liste die absolute Mehrheit im Gemeinderat. Bei der Gemeinderatswahl 2014 wurde die CDU zur stärksten Kraft gewählt und hatte mit sechs Sitzen die meisten Mandate erhalten. Der letzte Gemeinderat setzte sich wie folgt zusammen:
- CDU – 6 Sitze (35,0 %)
- Bürger für Günthersleben-Wechmar – 5 Sitze (32,2 %)
- SPD – 5 Sitze (27,3 %)
- LINKE – 1 Sitz (4,9 %)

## Kultur und Sehenswürdigkeiten

### Bauwerke
- Ein Schwerpunkt der dörflichen Entwicklung in den letzten Jahren war die Erhaltung des historischen Ortskerns von Wechmar, der auf der Grundfläche der ehemaligen Königspfalz Geschichte und Zukunft erlebbar macht. Hier finden sich auf engsten Raum moderne und historische Bauwerke. Direkt am Museum im Bach-Stammhaus und rund um den Dorfplatz befindet sich das Gemeindezentrum „Alt und Jung“ mit Kindertagesstätte „Wichtelburg“ und Seniorenclub, der Gemeindesaal mit 200 Plätzen, das Wechmarer Faschingshaus sowie das Wechmarer Schützenhaus mit modernen Sportanlagen. Am Wechmarer Markt gibt es drei Gaststätten. Die „Alte Mälzerei“ beherbergt das Gemeindearchiv und das Standesamt. Der 1908 errichtete und sanierte Mälzereiturm zeigt eine Feuerungsanlage der Firma J. A. Topf und Söhne aus Erfurt.
- Inmitten der Hohenkirchenstraße, in unmittelbarer Nähe der Studnitz-Villa, befindet sich ein alter Dorfbrunnen. Bis ins 18. Jahrhundert wurde die Wasserversorgung des Ortes über Tiefbrunnen gewährleistet. Der Brunnen bei der Studnitz-Villa stammt aus dem 15. Jahrhundert und wurde 1999 bei Restaurierungsarbeiten in der Straße entdeckt. Etwa seit 1650 wurden im Dorf Laufbrunnen gebaut, die vom Wasser der Heinbergquellen gespeist wurden. Das Wasser wurde durch Holz- oder Tonröhren zu den Bassins im Dorf geleitet. Dieser Brunnen ist 12 m tief und hat einen Wasserstand von 2 m.
- Das Herrenhaus der ehemaligen Domäne in Wechmar wurde 2009 restauriert und ist heute ein Mehrfamilienhaus.
- Im Jahr 1143 wurde in Günthersleben eine Wasserburg errichtet, die im Verlauf der kommenden Jahrhunderte zu einem Wasserschloss umgebaut wurde. Nach dem Zweiten Weltkrieg wurde das Wasserschloss Günthersleben abgerissen und auf dem Gelände in den 1970er Jahren ein Naherholungsgebiet eingerichtet. Nach 1990 entstand im Eingangsbereich ein Pavillon, der als Informationszentrum für Regionalgeschichte und Geologie genutzt wird. Dort werden die landschaftlichen Besonderheiten des Burgenlandes „Drei Gleichen“ innerhalb des GeoParks Inselsberg – Drei Gleichen vermittelt.
- Wenige Schritte vom Bach-Stammhaus entfernt findet man in der Hohenkirchenstraße das im Jahre 1750 erbaute „Landhaus Studnitz“. Der Gothaer Hofmarschall Hans Adam von Studnitz baute dieses direkt neben der Wechmarer Kirche St. Viti als seine Sommerresidenz. Ursprünglich bestand das Anwesen aus drei Hausteilen und zwei Seitenflügeln, von denen 1997 allerdings nur noch der Mittelbau und der Westflügel standen. Dem Engagement des Botschafters Rüdiger von Wechmar, dessen Familie aus Wechmar stammt, ist es zu verdanken, dass die noch junge Deutsche Stiftung Denkmalschutz und die letzte DDR-Regierung unter Lothar de Maizière von 1990 bis 1993 die ersten Fördermittel für eine Sicherung und Neueindeckung des Gebäudes bereitstellten. Nach langjähriger Restaurierung wurde es am 27. November 1999 durch den 1982 gegründeten Wechmarer Heimatverein wieder eröffnet. Mit Mitteln aus der Städtebauförderung und des Heimatvereins konnte der Ostflügel wiederaufgebaut und am 2. Dezember 2000 der Öffentlichkeit präsentiert werden. Prunkstück des Hauses ist ein fayencenreicher Rokokosaal.

Bilder der Studnitz-Villa
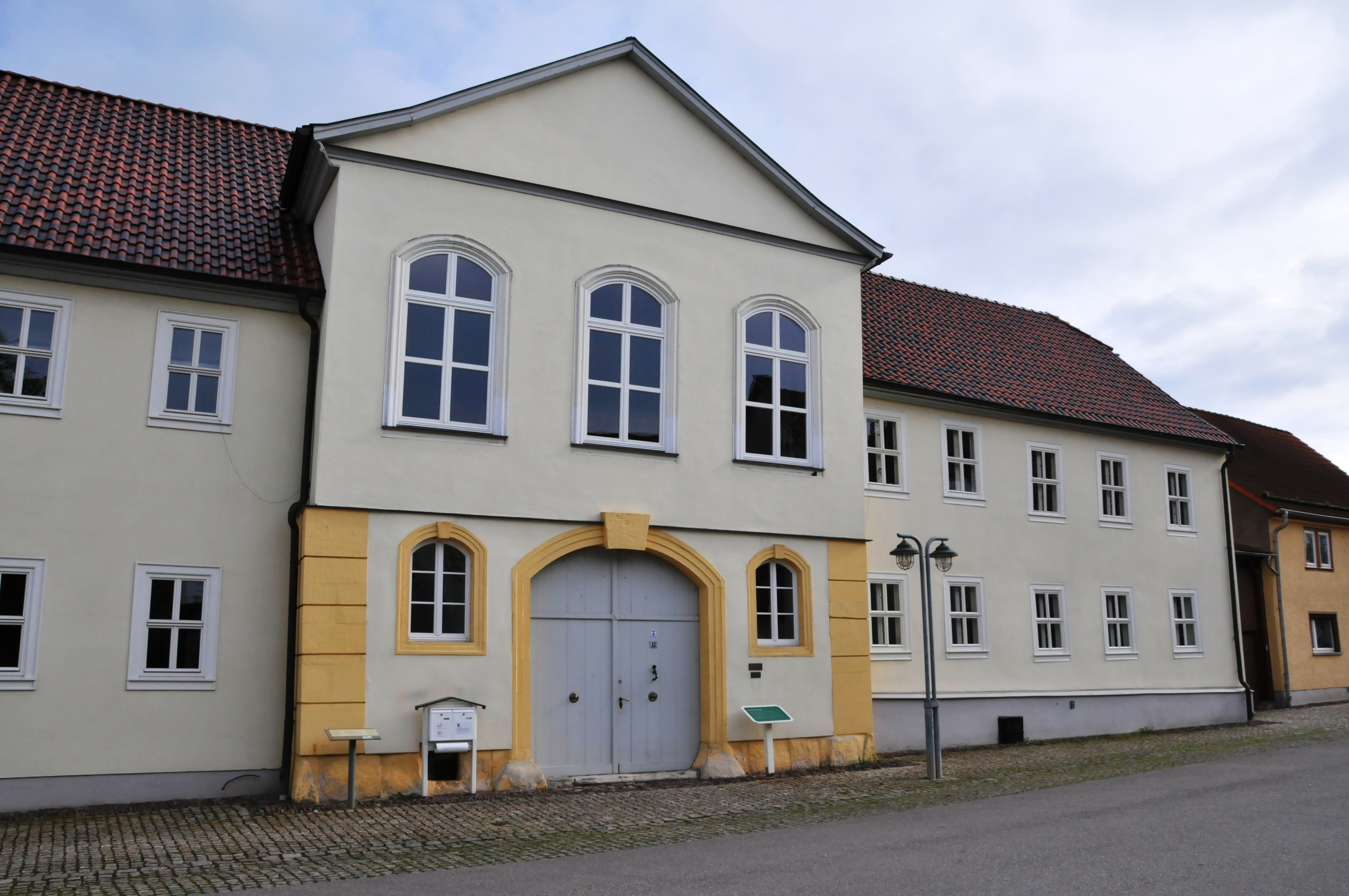
Studnitz-Villa
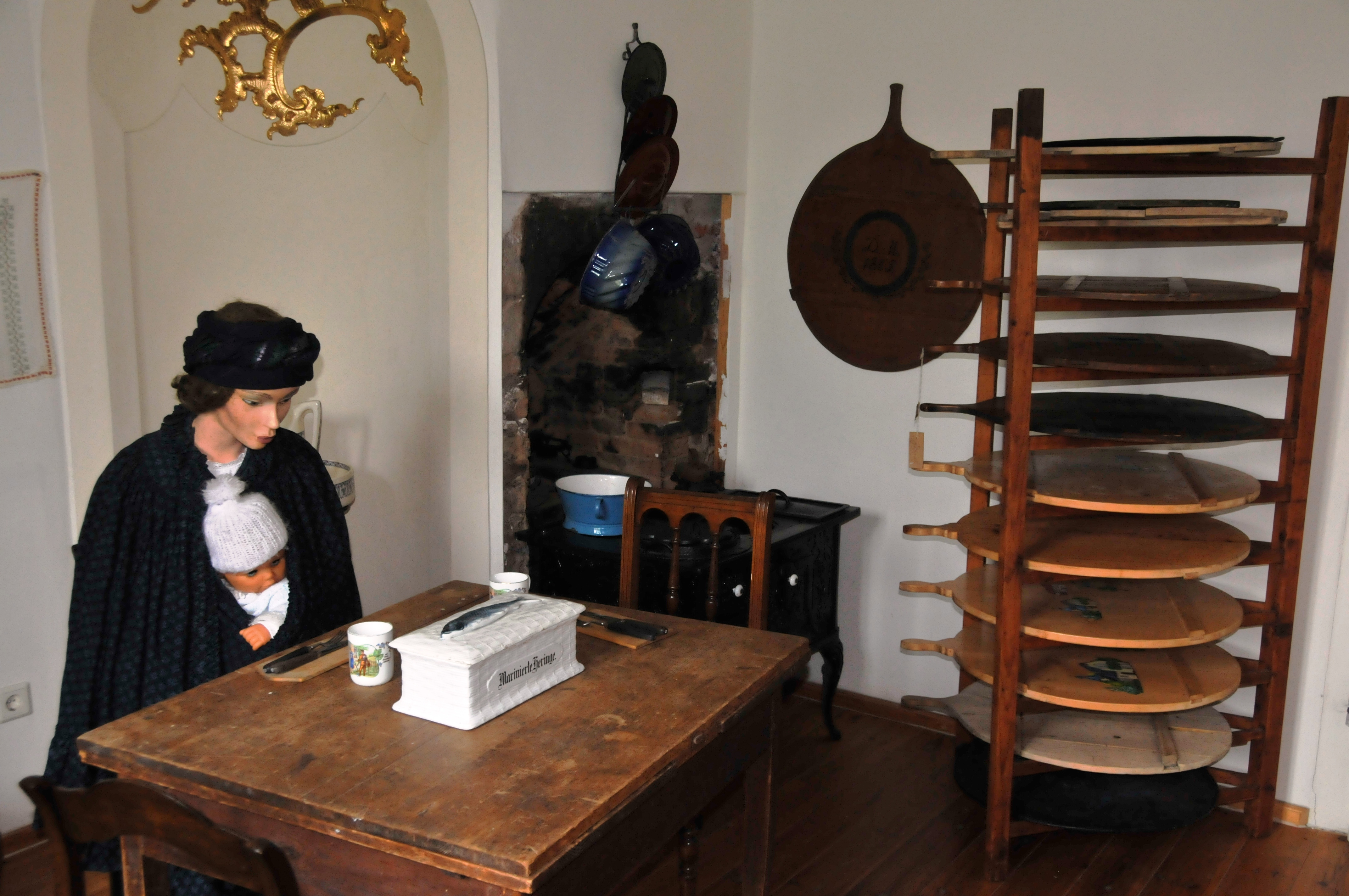
Ausstellungsraum
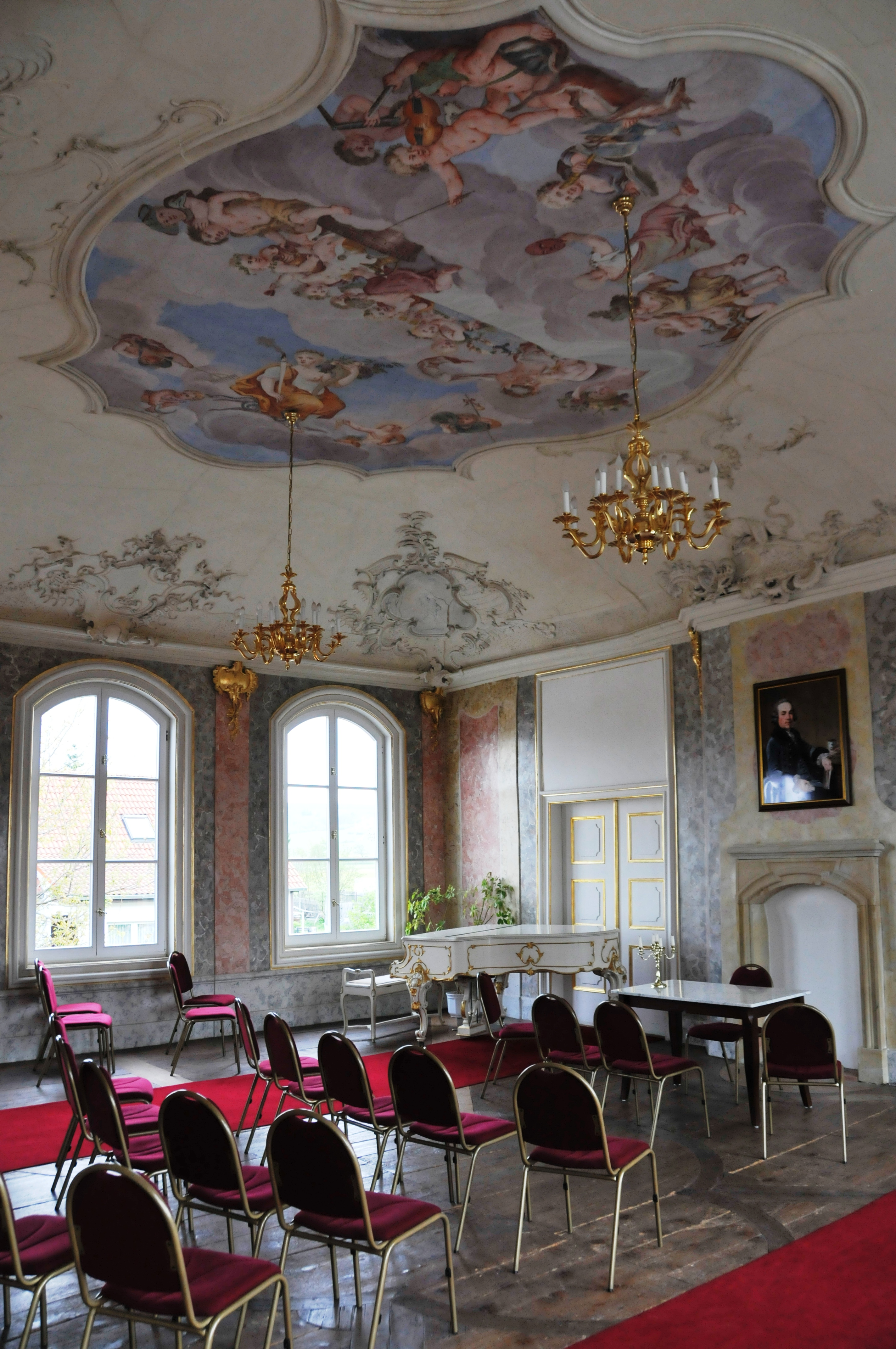
Rokoko-Saal
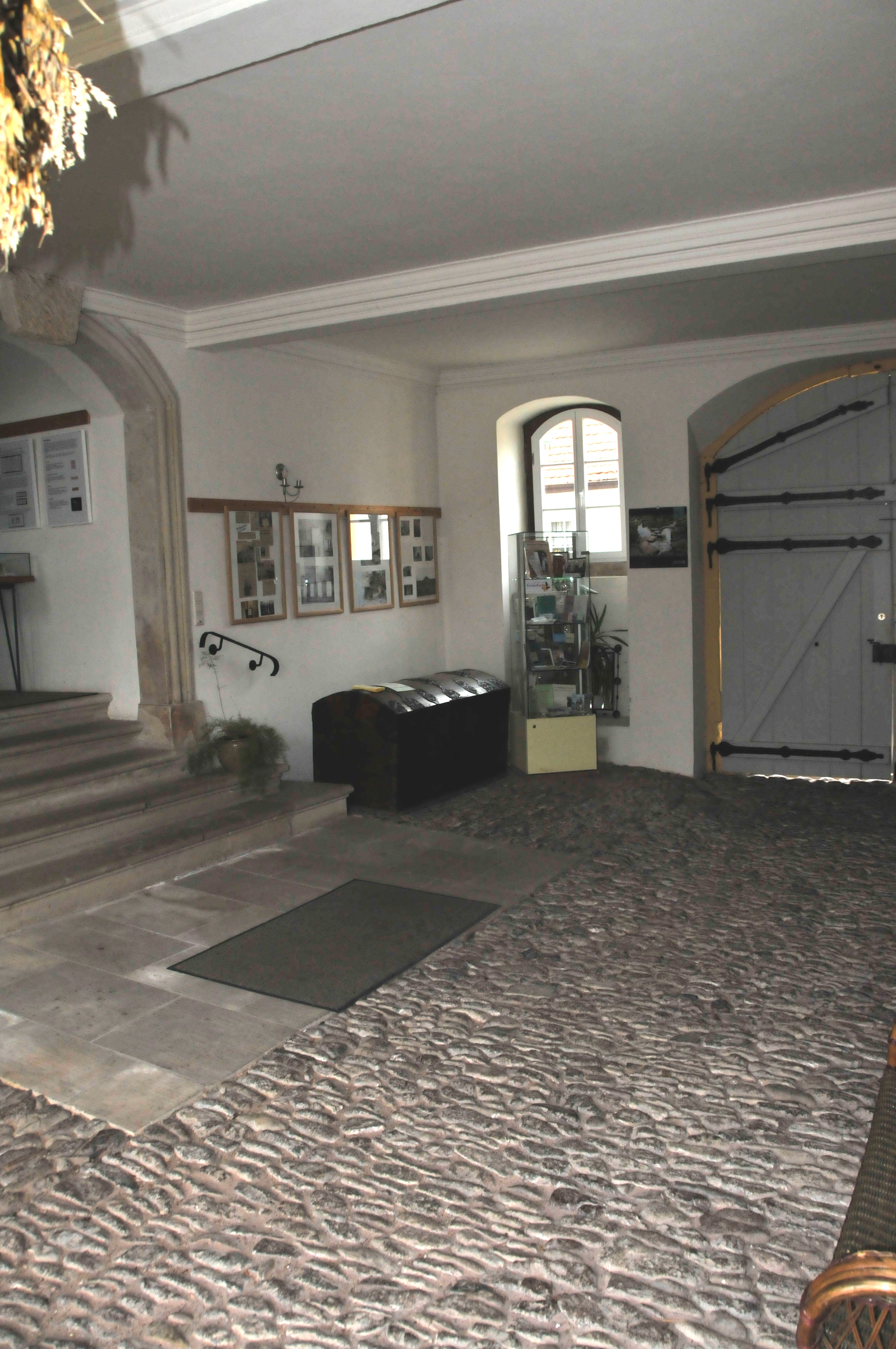
Torhalle

### Kirchen
In Günthersleben-Wechmar existieren zwei evangelisch-lutherische Kirchen: St. Petri in Güntersleben und St. Viti in Wechmar.

### Denkmale
- Das Kriegerdenkmal in Wechmar zeigt für den Ersten Weltkrieg die Namen von 48 Gefallenen der Gemeinde und für den Zweiten Weltkrieg von 73 gefallenen und 40 vermissten Soldaten.
- Das Kriegerdenkmal vor der Kirche in Günthersleben erinnert an 20 Gefallene und Vermisste im Ersten und 46 im Zweiten Weltkrieg.

### Kulturelle & soziale Einrichtungen

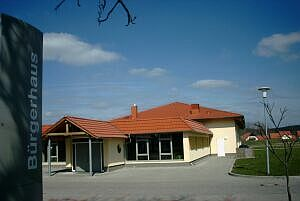
Bürgersaal Günthersleben

- Bach-Stammhaus, Bachgedenkstätte mit Museum der Thüringer Spielleute und Instrumentenbauer
- Veit-Bach-Mühle, Historische Mühle von 1685 mit Thüringer Bohlenstube von 1585
- Gemeindebibliothek
- Landhaus Studnitz (Museale Sammlungen mit prächtigem Rokokosaal, Haus des Wechmarer Heimatvereins und Sitz des Thüringer Landestrachtenverbandes e. V.)
- Gemeindesaal und Bürgerhaus mit Bürgersaal in Günthersleben
- Gemeindezentrum „Alt und Jung“, Seniorenclub des DRK, Jugendclub Günthersleben-Wechmar
- Vereinsgarten Günthersleben mit Kleintierzuchtanlage
- Rassegeflügelzuchtanlage und Jugendzuchtanlage Wechmar

### Vereine
28 Vereine bestimmen das kulturelle-sportliche Leben in Günthersleben und Wechmar. Etwa die Hälfte aller Einwohner ist in Vereinen engagiert und bringt sich dadurch aktiv ins Gemeinschaftsleben ein. Jährlich im Juli/August findet ein Dorf- und Heimatfest statt, das im Jahresverlauf von internationalen Sportwettkämpfen, historischen Festen und Konzerten begleitet wird.
Von Bedeutung für das Gemeindeleben wie auch für die Sicherheit sind die beiden Freiwilligen Feuerwehren in Günthersleben und Wechmar.

### Regelmäßige Veranstaltungen
- Veit-Bach-Festspiele

## Wirtschaft und Infrastruktur

### Wirtschaft
Beide Ortschaften waren bis 1950 hauptsächlich durch die Landwirtschaft geprägt. Viele Einwohner verdienten ihren Lebensunterhalt in den nahen Städten Gotha und Ohrdruf, ihre Frauen bewirtschafteten die Felder. Während sich in Wechmar sieben Rittergüter adeliger und später bürgerlicher Familien herauskristallisierten, gab es in Günthersleben nur die Herren der Wasserburg als größte Grundbesitzer. Im 19. Jahrhundert bestanden in Wechmar zwei Rittergüter, während in Günthersleben Johann Christian von Weiß die Wasserburg übernahm. Er betrieb eine erfolgreiche Schafzucht und ließ die Wolle in seinen Spinnereien in Südthüringen verarbeiten. Das Handwerk spielte in beiden Ortschaften seit langer Zeit eine wichtige Rolle. War früher in Günthersleben die Töpferei weit verbreitet, gab es in Wechmar seltene Handwerker wie Salpetersieder, Kupferschmied, Korbmacher und Bildhauer. Heute bestimmen kleine mittelständische Unternehmen den Dienstleistungssektor der Gemeinde.
Seit der demokratischen Wende 1989 haben die Gemeinden Günthersleben und Wechmar eine enge Zusammenarbeit praktiziert, die ihren Niederschlag in der 1991 begonnenen Erschließung des Gewerbegebietes „Oberried“ fand. Auf einer Fläche von 35 Hektar siedelten 40 Unternehmen mit etwa 800 Arbeitsplätze an. Das Gewerbegebiet bildet die wirtschaftliche Achse zwischen den beiden Ortschaften. Seit 1998 entwickelt die Gemeinde in Ergänzung zur wirtschaftlichen Verschmelzung eine neue kommunikative Achse, auf der die Begegnung der Bürger ermöglicht wird. Dazu gehören die Grund- und Regelschule „Burgenland“, der Jugendclub, die „Kartoffelhalle“ (Festhalle für 2.000 Gäste), ein 2003 eingeweihtes Kegelsportzentrum mit Vier-Bahnen-Anlage, das Bürgerhaus mit 300 Sitzplätzen und das moderne Rathaus. Das Wohngebiet Siebengehege in Günthersleben und dessen planerische Weiterentwicklung bis Wechmar bilden die Grundlage für eine Verschmelzung beider Ortschaften im Landschaftsbild.

### Sportstätten
- Kegelsportzentrum Günthersleben-Wechmar, Vier-Bahnen-Kegelanlage
- Fußballsportzentrum Wechmar: Sportplatz, Vereinshäuser und Freitanzdiele
- Sportzentrum Günthersleben: Sportplatz und Zwei-Bahnen-Kegelanlage
- Wechmarer Schützenhaus mit Luftgewehrschießsportanlage
- Trapp-Schießsportanlage und Kleinkaliberschießstand
- Hundesportanlage des Hundesportvereins Günthersleben-Wechmar
- Reiterhof Gut Weidensee mit Ferienwohnung
- Beachvolleyballanlage der SSG Wechmar, Abteilung Volleyball

## Auszeichnungen
2002 erlangte der Ort den Titel „Seniorenfreundlichste Gemeinde Thüringens“ und „Thüringer Kulturgemeinde 2002“. Der Wechmarer Heimatverein e.V. wurde im gleichen Jahr mit dem Thüringer Denkmalpreis ausgezeichnet. Im Jahr 2003 wurde Günthersleben-Wechmar „Schönstes Dorf Thüringens 2003“, ein Jahr darauf zur „Besten Ehrenamtsfördernden Gemeinde Thüringens 2004“. Daneben erhielt die Gemeinde eine Goldmedaille im Bundeswettbewerb „Unser Dorf soll schöner werden – Unser Dorf hat Zukunft“.

## Persönlichkeiten

### Musikerfamilie Bach
Berühmte Persönlichkeiten waren in vergangenen Jahrhunderten in Günthersleben-Wechmar zu Hause. Am Wechmarer Markt steht die Wiege der Musikerfamilie Bach. Im Oberbackhaus und in der Veit-Bach-Mühle lebten Veit Bach und sein Sohn, der Spielmann Hans Bach. Sie sind die Stammväter der Musikerfamilie. Ihre Wohn- und Wirkungsstätten sind heute zwei Museen und Bildungsstätten.

### Weitere Persönlichkeiten
Mit der Familie Artmann hielt 1750 der Musikinstrumentenbau Einzug in Wechmar. Georg Valentin Artmann und sein Sohn Johann Nikolaus fertigten im Ort Violinen nach Cremoneser Art, die später teilweise Weltruhm erlangten. Ihr letzter Schüler August Küttner baute ab 1860 in Günthersleben Instrumente. Das Bach-Stammhaus präsentiert zwei Instrumente dieser Thüringer Geigenbauerfamilie. Schon lange vor der Familie Artmann war die Familie Hanff in Wechmar beheimatet. Ihr berühmtestes Mitglied ist der Wechmarer Johann Nicolaus Hanff, der bis 1712 als Domorganist in Eutin und Schleswig wirkte.
Auf der Günthersleber Wasserburg wurde 1380 Otto von Stotternheim (früher Stutternheim), der spätere Rektor der Universität Erfurt geboren. Günthersleben ist auch der Heimatort des bekanntesten Gartenbauers Johann Volkmar Sickler. Ihm verdankt man die Züchtung der „Piemont“- oder Herzkirsche. Sickler gilt als der Begründer des bis heute blühenden Obstanbaus auf der Fahner Höhe bei Erfurt. Am 1. Juni 1849 wurde in Günthersleben Friedrich Seitz geboren, der als Komponist und Hofkapellmeister in Magdeburg und Dessau bekannt wurde. Seine bekannteste Schülerin war die spätere Film-Diva Marlene Dietrich.

### Söhne und Töchter der Gemeinde
- Georg Valentin Artmann (* 19. Oktober 1750 in Wechmar; † 11. Januar 1799 in Wechmar), Geigenbauer
- Johann Bach (1604–1673), der älteste als Komponist beglaubigte Vertreter des Bachschen Musikergeschlechts
- Johannes Bach (* um 1550/80; † 1626), Stadtpfeifer
- Christoph Bach (1613–1661), Musiker und Großvater von Johann Sebastian Bach
- Heinrich Bach (1615–1692), deutscher Organist
- Arno Franz,  eigentlich Franz Arno Kalklösch (1880–1930), deutscher Journalist und Schriftsteller
- Joachim Hartung (1948–2014), Mathematiker und Professor für Statistik, Thomas-L.-Saaty-Preisträger
- Jürgen Heun (* 1958), deutscher Fußballspieler
- Knut Kreuch (* 1966), Oberbürgermeister von Gotha
- Johann Simon Schlimbach (* 6. Dezember 1803 in Wechmar; † 6. Dezember 1856 in Werningshausen), deutscher Schullehrer, Chronist und Astronom
- Friedrich Seitz (1848–1918), Komponist, Violinist und Hofkapellmeister mit internationalem Ruf
- Johann Volkmar Sickler (1742–1820), deutscher Pomologe, berühmteste Züchtungen sind Apfel- und Birnengehölze sowie die Herzkirsche
- Otto von Stutternheim, (* 1380 in Günthersleben; † ?), Rektor der Universität Erfurt
- Johann Anton Gottfried Wechmar (* 7. Januar 1727 in Wechmar; † 4. Dezember 1799 in Wechmar), deutscher Gemeindeschreiber und Kopist von Werken der Bachfamilie, schuf eine mehrbändige Sammlung von Silhouetten (Schattenbilder), die als wertvollste Porträtsammlung des 18. Jahrhunderts in Thüringen gelten
- Hans Melchior Marschall (1602–1628), beerdigt in der Jakobskirche (Weimar)

### Persönlichkeiten, die vor Ort gewirkt haben
- Veit Bach (1550–1619), Urahn der Musikerfamilie Bach
- Johann Levin Friedrich Clauß (* 1735 in Marlishausen; † 12. Januar 1814 in Wechmar), Amtsadjunktus der Grafen von Hatzfeldt und Autor eines der ersten landwirtschaftlichen Lehrbücher Deutschlands
- Erich Kunisch (1929–2003), deutscher Maler und Künstler
- Johann Nicolaus Hanff (1663–Weihnachten 1711), deutscher Organist und Komponist der Norddeutschen Orgelschule
- Hans Adam von Studnitz (1711–1788), deutscher Oberhofmarschall beim Gothaer Herzog und Intendant des Ekhoftheaters, das als ältestes stehendes Theater Europas gilt